# Puchar Świata w Rugby 7 (1997)
Puchar Świata w Rugby 7 (1997) – drugi Puchar Świata, organizowane przez IRFB zawody o randze mistrzostw świata w rugby 7 rozgrywane co cztery lata. Turniej odbył się w Hongkongu na Hong Kong Stadium w dniach od 21 do 23 marca 1997 roku i rywalizowały w nim dwadzieścia cztery męskie zespoły. Tytułu zdobytego cztery lata wcześniej bronili Anglicy, zwyciężyli zaś reprezentanci Fidżi.

## Tło zawodów
Inauguracyjny Puchar Świata w rugby 7 został zorganizowany na Murrayfield Stadium w Edynburgu w kwietniu 1993 roku. Prawa do jego organizacji otrzymali Szkoci z uwagi na fakt powstania tam tej odmiany tego sportu, lecz podwaliny do ogólnoświatowej popularyzacji siedmioosobowego rugby położył turniej Hong Kong Sevens. Odbywające się corocznie od 1976 roku rozgrywki stanowiły nieoficjalne mistrzostwa świata i ich sukces zainspirował zarządzających tym sportem do stworzenia oficjalnych zawodów.
Przyszłość Pucharu Świata stanęła jednak pod znakiem zapytania, gdy organizatorzy inauguracyjnej edycji jeszcze przed jej rozpoczęciem przewidywali straty finansowe. Turniej zakończył się jednak umiarkowanym sukcesem i IRFB zaczęła rozważać celowość kontynuacji tych zawodów. Podjęcie decyzji w tej sprawie przez IRFB miało nastąpić na spotkaniu w kwietniu, przełożone zostało jednak na 21 października, na doroczny zjazd tej organizacji. We wrześniu Hongkong odwiedził przedstawiciel tej organizacji, Keith Rowlands, który zwiedzał przebudowywany Hong Kong Stadium oraz oceniał zdolność Hong Kong Rugby Football Union do zorganizowania takich zawodów. Lokalni oficjele byli pewni, że w przypadku jego organizacji przez Hongkong okaże się on sukcesem – podkreślali bowiem osiemnastoletnie doświadczenie w organizacji turnieju oraz coroczne płynące z niego znaczące zyski. Stanowisko Hongkongu uzyskało poparcie Australii, która wycofała się z zadeklarowanej wcześniej chęci organizacji zawodów, oraz Nowej Zelandii, która zaproponowała wręcz, aby Hongkong został stałym miejscem rozgrywania Pucharu Świata.
Październikowe spotkanie miało zatem rozstrzygnąć kwestię, czy realne i celowe jest zorganizowanie kolejnego turnieju oraz ewentualne wybranie jego gospodarza. Podejmując decyzję IRFB brała pod uwagę między innymi profitowość, zainteresowanie publiczności i stadion – podczas trzydniowych zawodów w Edynburgu zapełniony on został jedynie podczas finałów. IRFB na spotkaniu w angielskim Bristolu zadecydowała o organizacji drugiego Pucharu Świata, na jego gospodarza wybierając jednocześnie Hongkong, który jako jedyny złożył swoją kandydaturę. Zostały więc wszczęte negocjacje dotyczące warunków, terminu i formatu zawodów, a także prowadzących do niego kwalifikacji. Organizatorzy w listopadzie tego roku ostrzegli jednak HKRFU, iż w przypadku niezapewnienia tzw. „czystego stadionu” turniej odbędzie się gdzie indziej
Jedną z pierwszych decyzji, zaplanowaną do rozstrzygnięcia do czerwca 1994 roku, było ustalenie terminu rozegrania zawodów. Brane były pod uwagę dwa – marzec i październik, czyli przed i po przekazaniu przez Wielką Brytanię Hongkongu Chinom. HKRFU rekomendował termin późniejszy, by móc zorganizować również Hong Kong Sevens odbywający się tradycyjnie pod koniec marca, starając się przekonać wizytujących oficjeli. Po potwierdzeniu marcowego terminu HKRFU wnioskował do IRFB o rekompensatę finansową w wysokości 10 milionów HKD z tytułu rezygnacji z przeprowadzenia głównego źródła przychodów związku.
W przeciwieństwie do Pucharu Świata 1993, gdzie zagwarantowany start, na podstawie wyników osiąganych w rugby piętnastoosobowym, miało dwadzieścia zespołów, organizatorzy zadecydowali, iż automatycznie do tej edycji awansują jedynie gospodarze oraz finaliści poprzedniego turnieju, pozostali członkowie IRFB rywalizowali zatem w trzech turniejach eliminacyjnych. Turnieje te wyłoniły dwudziestu jeden uczestników, a dla czterech z nich – Wysp Cooka, Portugalii, Maroka i Zimbabwe – był to pierwszy awans na zawody tej rangi.
Kolejną kwestią był format zawodów – tradycyjny marcowy turniej w Hongkongu przeprowadzany był w pierwszym dniu systemem kołowym w ośmiu trzyzespołowych grupach, których zwycięzcy w drugim dniu walczyli o końcowy triumf, pozostałe zaś rywalizowały o trofea niższej rangi. W 1996 roku organizatorzy Hong Kong Sevens postanowili przetestować inny format, w którym zespoły w pierwszej fazie rywalizowały w sześciu czterozespołowych grupach, a z uwagi na fakt, iż liczba meczów zwiększała się wówczas z 24 do 36, przedłużała się ona do dwóch dni. Zwolennicy tego systemu przekonywali, że ożywi on walkę w pierwszej fazie poprzez zwiększenie liczby wyrównanych pojedynków i mniejszą ich przewidywalność, ograniczy sytuację, iż jedna porażka eliminuje z walki o zwycięstwo w turnieju, dodając jednocześnie do zawodów jeden dzień, co może oznaczać zwiększone wpływy z biletów oraz transmisji telewizyjnych. Pomimo sukcesu tej edycji na Puchar Świata powrócono do pierwotnego formatu modyfikując go jednak poprzez wprowadzenie jeszcze jednej fazy grupowej. Uznano bowiem, że jest on zbyt zależny od pierwotnego rozstawienia i wobec niedoskonałości rankingu (opartego na wynikach turniejów kwalifikacyjnych), zespołom należy się w drugim dniu zawodów „druga szansa”. Stał się jednak obiektem krytyki, zarówno przed, jak i w trakcie trwania turnieju, między innymi za powtarzające się w obu fazach grupowych spotkania, podobnie jak niezrozumiałe przetasowania pomiędzy grupami już po losowaniu.
Po rozegraniu pierwszej fazy grupowej w pierwszej ósemce rankingu znalazły się Anglia, Australia, Fidżi, Francja, Hiszpania, Nowa Zelandia, RPA i Samoa zapewniając sobie teoretycznie łatwiejszych przeciwników w drugiej fazie. Drugiego dnia siedem zespołów, które awansowało do ćwierćfinałów wygrało oba swoje grupowe pojedynki, Koreańczycy zaś zremisowali z Hiszpanią i o ich awansie zadecydowała wyższa wygrana nad Zimbabwe. Zespoły z drugich miejsc rozgrywały dalej turniej Plate, te z ostatnich natomiast walczyły o Bowl.
W turnieju oprócz specjalistów od rugby 7 brali również udział zawodnicy znani z rugby piętnastoosobowego, m.in. Eric Rush, David Campese, Brian Lima, Santiago Phelan czy Joost van der Westhuizen.
Trzydniowa wejściówka na turniej kosztowała 1000 HKD, niemal dwukrotnie więcej od ceny biletu na Hong Kong Sevens 1996. Zawody transmitowała stacja ATV World.
W ćwierćfinałach broniący tytułu Anglicy ulegli Samoańczykom, półfinałowymi przeciwnikami tychże została reprezentacja Fidżi, która łatwo odprawiła Koreańczyków, w swoim piątym meczu nie tracąc nawet punktu; drugą parę półfinałową utworzyły RPA i Nowa Zelandia, pokonując odpowiednio Francuzów i Australijczyków. Zespół Samoa jako pierwszy wdarł się na pole punktowe Fidżyjczyków, nie uchroniło ich to jednak przed porażką 38-14, nadzieje Nowozelanczyków zostały zaś pogrzebane w starciu z zawodnikami z południowej Afryki. W finale zawodów w obecności czterdziestu tysięcy widzów przegrywający w pierwszej połowie 0–14 reprezentanci Fidżi ostatecznie pokonali po zaciętym pojedynku RPA 24–21 po raz pierwszy w historii zdobywając Melrose Cup. W finałach Plate i Bowl zwyciężyły odpowiednio Tonga i USA, do drużyny turnieju zostali zaś wybrani czterej Fidżijczycy (Waisale Serevi, Marika Vunibaka, Jope Tuikabe i Aminiasi Naituyaga) oraz trzej zawodnicy z RPA (Stephen Brink, Joost van der Westhuizen i Andre Venter). Najskuteczniejszym zawodnikiem turnieju był Waisale Serevi, zdobywca 117 punktów, najwięcej przyłożeń zdobył zaś jego rodak, Marika Vunibaka.
Post Fiji wydała serię znaczków upamiętniającą zwycięską drużynę w składzie Waisale Serevi, Taniela Qauqau, Jope Tuikabe, Leveni Duvuduvukula, Inoke Maraiwai, Aminiasi Naituyaga, Lemeki Koroi, Marika Vunibaka, Luke Erenavula i Manasa Bari.
Turniej przyniósł światowemu związkowi blisko 100 milionów HKD, zaś HKRFU około 18 milionów HKD.

## Kwalifikacje
Jeszcze w 1993 roku IRFB zadecydowała, iż automatyczny awans do turnieju uzyskają jedynie finaliści inauguracyjnej edycji – Anglia i Australia – oraz Hongkong jako gospodarz. O pozostałe dwadzieścia jeden miejsc rywalizować miało pozostałych ówczesnych 58 członków tej organizacji. Termin przysyłania zgłoszeń upływał w połowie sierpnia 1995 roku, a ostatecznie zaś w trzech turniejach eliminacyjnych – w Lizbonie, Dubaju i Punta del Este – walczyły 64 drużyny.
W październiku 1995 roku IRFB ogłosiła składy tych turniejów rozdzielając faworyzowane zespoły Nowej Zelandii, Fidżi i Samoa Zachodniego, pozostałe drużyny przydzielając według ustalonego wcześniej rankingu, w kwietniu 1996 roku natomiast podała dokładne daty tych zawodów i podział na grupy.
Drużyny, które awansowały do turnieju finałowego, zaznaczone czcionką pogrubioną.

### Lizbona
Pierwszy turniej kwalifikacyjny odbył się w dniach 1–2 czerwca 1996 roku. Spośród dwudziestu czterech uczestniczących zespołów awans do Pucharu Świata uzyskało ośmiu ćwierćfinalistów, czyli zwycięzcy grup eliminacyjnych, w całym turnieju triumfowali zaś Nowozelandczycy.
| Grupa A  | Grupa B       | Grupa C   | Grupa D          | Grupa E    | Grupa F | Grupa G | Grupa H    |
| -------- | ------------- | --------- | ---------------- | ---------- | ------- | ------- | ---------- |
| Irlandia | Nowa Zelandia | Hiszpania | Korea Południowa | Kanada     | Namibia | Rumunia | Łotwa      |
| Norwegia | Mołdawia      | Belgia    | Szwecja          | Ukraina    | Gruzja  | Polska  | Portugalia |
| Węgry    | Litwa         | Bułgaria  | Chorwacja        | Szwajcaria | Austria | Andora  | Luksemburg |

### Dubaj
Drugi turniej kwalifikacyjny odbył się w dniach 21–22 listopada 1996 roku. Spośród dwudziestu czterech uczestniczących zespołów awans do Pucharu Świata uzyskało ośmiu ćwierćfinalistów, czyli zwycięzcy grup eliminacyjnych, w całym turnieju triumfowali zaś reprezentanci Fidżi.
| Grupa A    | Grupa B           | Grupa C | Grupa D                  | Grupa E | Grupa F         | Grupa G  | Grupa H       |
| ---------- | ----------------- | ------- | ------------------------ | ------- | --------------- | -------- | ------------- |
| Szkocja    | Południowa Afryka | Walia   | Stany Zjednoczone        | Fidżi   | Tonga           | Włochy   | Zimbabwe      |
| Jugosławia | Dania             | Kenia   | Wybrzeże Kości Słoniowej | Rosja   | Chińskie Tajpej | Maroko   | Zatoka Perska |
| Tunezja    | Malezja           | Czechy  | Sri Lanka                | Zambia  | Singapur        | Botswana | Tajlandia     |

### Punta del Este
Trzeci turniej kwalifikacyjny odbył się w dniach 4–5 stycznia 1997 roku. Szesnaście uczestniczących drużyn w pierwszym dniu zawodów rywalizowało na Campus de Maldonado systemem kołowym podzielone na cztery czterozespołowe grupy, czołowa dwójka z każdej z nich awansowała do pełniącej rolę ćwierćfinałów drugiej fazy grupowej. Awans do Pucharu Świata uzyskała najlepsza piątka, w całym turnieju triumfowali zaś Francuzi.
| Grupa A           | Grupa B           | Grupa C             | Grupa D     |
| ----------------- | ----------------- | ------------------- | ----------- |
| Samoa             | Argentyna         | Japonia             | Francja     |
| Izrael            | Niemcy            | Holandia            | Urugwaj     |
| Paragwaj          | Papua-Nowa Gwinea | Chile               | Bahamy      |
| Trynidad i Tobago | Bermudy           | Polinezja Francuska | Wyspy Cooka |

## System rozgrywek
Dwudziestu jeden kwalifikantów oraz trzy drużyny, które uzyskały automatyczny awans, zostały podzielone na osiem trzyzespołowych grup rywalizujących w pierwszym dniu systemem kołowym. Po zakończeniu pierwszej fazy ustalany był ranking, według którego następował podział na osiem trzyzespołowych grup (przykładowo grupa A składała się z zespołów uszeregowanych na miejscach 1-16-17, grupa B z drużyn 2-15-18, itd.), które w drugim dniu ponownie rywalizowały systemem kołowym. W trzecim dniu zawodów odbyła się natomiast faza pucharowa składająca się z ćwierćfinałów, półfinałów i finałów – ośmiu zwycięzców grup awansowało do turnieju głównego (Cup), zespoły z drugich miejsc walczyły w turnieju Plate, pozostałe zaś o Bowl.

## Pierwsza faza grupowa

### Grupy
| Grupa A  | Grupa B   | Grupa C       | Grupa D    | Grupa E           | Grupa F     | Grupa G           | Grupa H |
| -------- | --------- | ------------- | ---------- | ----------------- | ----------- | ----------------- | ------- |
| Anglia   | Australia | Nowa Zelandia | Fidżi      | Korea Południowa  | Hiszpania   | Argentyna         | Walia   |
| Zimbabwe | Kanada    | Tonga         | Hongkong   | Stany Zjednoczone | Maroko      | Południowa Afryka | Namibia |
| Rumunia  | Szkocja   | Japonia       | Portugalia | Francja           | Wyspy Cooka | Irlandia          | Samoa   |

### Mecze
| 21 marca 1997 | Anglia | 26:7 | Zimbabwe | Hong Kong Stadium, Hongkong |
| 21 marca 1997 |        | 26:7 |          | Hong Kong Stadium, Hongkong |

| 21 marca 1997 | Zimbabwe | 42:7 | Kanada | Hong Kong Stadium, Hongkong |
| 21 marca 1997 |          | 42:7 |        | Hong Kong Stadium, Hongkong |

| 21 marca 1997 | Anglia | 33:12 | Kanada | Hong Kong Stadium, Hongkong |
| 21 marca 1997 |        | 33:12 |        | Hong Kong Stadium, Hongkong |

| 21 marca 1997 | Australia | 38:7 | Rumunia | Hong Kong Stadium, Hongkong |
| 21 marca 1997 |           | 38:7 |         | Hong Kong Stadium, Hongkong |

| 21 marca 1997 | Szkocja | 26:14 | Rumunia | Hong Kong Stadium, Hongkong |
| 21 marca 1997 |         | 26:14 |         | Hong Kong Stadium, Hongkong |

| 21 marca 1997 | Australia | 19:19 | Szkocja | Hong Kong Stadium, Hongkong |
| 21 marca 1997 |           | 19:19 |         | Hong Kong Stadium, Hongkong |

| 21 marca 1997 | Nowa Zelandia | 21:7 | Tonga | Hong Kong Stadium, Hongkong |
| 21 marca 1997 |               | 21:7 |       | Hong Kong Stadium, Hongkong |

| 21 marca 1997 | Tonga | 35:7 | Japonia | Hong Kong Stadium, Hongkong |
| 21 marca 1997 |       | 35:7 |         | Hong Kong Stadium, Hongkong |

| 21 marca 1997 | Nowa Zelandia | 47:14 | Japonia | Hong Kong Stadium, Hongkong |
| 21 marca 1997 |               | 47:14 |         | Hong Kong Stadium, Hongkong |

| 21 marca 1997 | Fidżi | 45:0 | Hongkong | Hong Kong Stadium, Hongkong |
| 21 marca 1997 |       | 45:0 |          | Hong Kong Stadium, Hongkong |

| 21 marca 1997 | Hongkong | 33:12 | Portugalia | Hong Kong Stadium, Hongkong |
| 21 marca 1997 |          | 33:12 |            | Hong Kong Stadium, Hongkong |

| 21 marca 1997 | Fidżi | 59:0 | Portugalia | Hong Kong Stadium, Hongkong |
| 21 marca 1997 |       | 59:0 |            | Hong Kong Stadium, Hongkong |

| 21 marca 1997 | Francja | 38:5 | Korea Południowa | Hong Kong Stadium, Hongkong |
| 21 marca 1997 |         | 38:5 |                  | Hong Kong Stadium, Hongkong |

| 21 marca 1997 | Stany Zjednoczone | 33:7 | Korea Południowa | Hong Kong Stadium, Hongkong |
| 21 marca 1997 |                   | 33:7 |                  | Hong Kong Stadium, Hongkong |

| 21 marca 1997 | Francja | 35:5 | Stany Zjednoczone | Hong Kong Stadium, Hongkong |
| 21 marca 1997 |         | 35:5 |                   | Hong Kong Stadium, Hongkong |

| 21 marca 1997 | Hiszpania | 31:12 | Wyspy Cooka | Hong Kong Stadium, Hongkong |
| 21 marca 1997 |           | 31:12 |             | Hong Kong Stadium, Hongkong |

| 21 marca 1997 | Wyspy Cooka | 31:17 | Maroko | Hong Kong Stadium, Hongkong |
| 21 marca 1997 |             | 31:17 |        | Hong Kong Stadium, Hongkong |

| 21 marca 1997 | Hiszpania | 26:5 | Maroko | Hong Kong Stadium, Hongkong |
| 21 marca 1997 |           | 26:5 |        | Hong Kong Stadium, Hongkong |

| 21 marca 1997 | Południowa Afryka | 38:5 | Irlandia | Hong Kong Stadium, Hongkong |
| 21 marca 1997 |                   | 38:5 |          | Hong Kong Stadium, Hongkong |

| 21 marca 1997 | Argentyna | 31:22 | Irlandia | Hong Kong Stadium, Hongkong |
| 21 marca 1997 |           | 31:22 |          | Hong Kong Stadium, Hongkong |

| 21 marca 1997 | Południowa Afryka | 45:7 | Argentyna | Hong Kong Stadium, Hongkong |
| 21 marca 1997 |                   | 45:7 |           | Hong Kong Stadium, Hongkong |

| 21 marca 1997 | Samoa | 26:24 | Walia | Hong Kong Stadium, Hongkong |
| 21 marca 1997 |       | 26:24 |       | Hong Kong Stadium, Hongkong |

| 21 marca 1997 | Walia | 12:12 | Namibia | Hong Kong Stadium, Hongkong |
| 21 marca 1997 |       | 12:12 |         | Hong Kong Stadium, Hongkong |

| 21 marca 1997 | Samoa | 48:5 | Namibia | Hong Kong Stadium, Hongkong |
| 21 marca 1997 |       | 48:5 |         | Hong Kong Stadium, Hongkong |

## Druga faza grupowa

### Grupa A
| 22 marca 1997 | Walia | 40:5 | Namibia | Hong Kong Stadium, Hongkong |
| 22 marca 1997 |       | 40:5 |         | Hong Kong Stadium, Hongkong |

| 22 marca 1997 | Fidżi | 35:0 | Walia | Hong Kong Stadium, Hongkong |
| 22 marca 1997 |       | 35:0 |       | Hong Kong Stadium, Hongkong |

| 22 marca 1997 | Fidżi | 66:0 | Namibia | Hong Kong Stadium, Hongkong |
| 22 marca 1997 |       | 66:0 |         | Hong Kong Stadium, Hongkong |

### Grupa B
| 22 marca 1997 | Hongkong | 26:5 | Irlandia | Hong Kong Stadium, Hongkong |
| 22 marca 1997 |          | 26:5 |          | Hong Kong Stadium, Hongkong |

| 22 marca 1997 | Południowa Afryka | 29:5 | Hongkong | Hong Kong Stadium, Hongkong |
| 22 marca 1997 |                   | 29:5 |          | Hong Kong Stadium, Hongkong |

| 22 marca 1997 | Południowa Afryka | 34:7 | Irlandia | Hong Kong Stadium, Hongkong |
| 22 marca 1997 |                   | 34:7 |          | Hong Kong Stadium, Hongkong |

### Grupa C
| 22 marca 1997 | Argentyna | 33:7 | Maroko | Hong Kong Stadium, Hongkong |
| 22 marca 1997 |           | 33:7 |        | Hong Kong Stadium, Hongkong |

| 22 marca 1997 | Samoa | 28:12 | Argentyna | Hong Kong Stadium, Hongkong |
| 22 marca 1997 |       | 28:12 |           | Hong Kong Stadium, Hongkong |

| 22 marca 1997 | Samoa | 42:0 | Maroko | Hong Kong Stadium, Hongkong |
| 22 marca 1997 |       | 42:0 |        | Hong Kong Stadium, Hongkong |

### Grupa D
| 22 marca 1997 | Rumunia | 17:12 | Stany Zjednoczone | Hong Kong Stadium, Hongkong |
| 22 marca 1997 |         | 17:12 |                   | Hong Kong Stadium, Hongkong |

| 22 marca 1997 | Francja | 40:7 | Stany Zjednoczone | Hong Kong Stadium, Hongkong |
| 22 marca 1997 |         | 40:7 |                   | Hong Kong Stadium, Hongkong |

| 22 marca 1997 | Francja | 26:0 | Rumunia | Hong Kong Stadium, Hongkong |
| 22 marca 1997 |         | 26:0 |         | Hong Kong Stadium, Hongkong |

### Grupa E
| 22 marca 1997 | Tonga | 35:26 | Japonia | Hong Kong Stadium, Hongkong |
| 22 marca 1997 |       | 35:26 |         | Hong Kong Stadium, Hongkong |

| 22 marca 1997 | Nowa Zelandia | 31:5 | Tonga | Hong Kong Stadium, Hongkong |
| 22 marca 1997 |               | 31:5 |       | Hong Kong Stadium, Hongkong |

| 22 marca 1997 | Nowa Zelandia | 47:0 | Japonia | Hong Kong Stadium, Hongkong |
| 22 marca 1997 |               | 47:0 |         | Hong Kong Stadium, Hongkong |

### Grupa F
| 22 marca 1997 | Wyspy Cooka | 5:0 | Kanada | Hong Kong Stadium, Hongkong |
| 22 marca 1997 |             | 5:0 |        | Hong Kong Stadium, Hongkong |

| 22 marca 1997 | Anglia | 29:10 | Wyspy Cooka | Hong Kong Stadium, Hongkong |
| 22 marca 1997 |        | 29:10 |             | Hong Kong Stadium, Hongkong |

| 22 marca 1997 | Anglia | 30:7 | Kanada | Hong Kong Stadium, Hongkong |
| 22 marca 1997 |        | 30:7 |        | Hong Kong Stadium, Hongkong |

### Grupa G
| 22 marca 1997 | Korea Południowa | 21:10 | Zimbabwe | Hong Kong Stadium, Hongkong |
| 22 marca 1997 |                  | 21:10 |          | Hong Kong Stadium, Hongkong |

| 22 marca 1997 | Hiszpania | 19:12 | Zimbabwe | Hong Kong Stadium, Hongkong |
| 22 marca 1997 |           | 19:12 |          | Hong Kong Stadium, Hongkong |

| 22 marca 1997 | Hiszpania | 12:12 | Korea Południowa | Hong Kong Stadium, Hongkong |
| 22 marca 1997 |           | 12:12 |                  | Hong Kong Stadium, Hongkong |

### Grupa H
| 22 marca 1997 | Szkocja | 28:7 | Portugalia | Hong Kong Stadium, Hongkong |
| 22 marca 1997 |         | 28:7 |            | Hong Kong Stadium, Hongkong |

| 22 marca 1997 | Australia | 31:9 | Szkocja | Hong Kong Stadium, Hongkong |
| 22 marca 1997 |           | 31:9 |         | Hong Kong Stadium, Hongkong |

| 22 marca 1997 | Australia | 26:7 | Portugalia | Hong Kong Stadium, Hongkong |
| 22 marca 1997 |           | 26:7 |            | Hong Kong Stadium, Hongkong |

## Faza pucharowa

### Bowl
|  |                   |                   |               |               |    |                   |                   |          |  |  |       |       |       |
|  | Ćwierćfinał       | Ćwierćfinał       | Ćwierćfinał   |               |    | Półfinał          | Półfinał          | Półfinał |  |  | Finał | Finał | Finał |
|  | Ćwierćfinał       | Ćwierćfinał       | Ćwierćfinał   |               |    | Półfinał          | Półfinał          | Półfinał |  |  | Finał | Finał | Finał |
|  | 23 marca 1997     |                   |               |               |    |                   |                   |          |  |  |       |       |       |
|  |                   |                   |               |               |    |                   |                   |          |  |  |       |       |       |
|  | Stany Zjednoczone | Stany Zjednoczone | 24            |               |    |                   |                   |          |  |  |       |       |       |
|  | Stany Zjednoczone | Stany Zjednoczone | 24            | 23 marca 1997 |    |                   |                   |          |  |  |       |       |       |
|  | Kanada            | Kanada            | 21            |               |    |                   |                   |          |  |  |       |       |       |
|  | Kanada            | Kanada            | 21            |               |    | Stany Zjednoczone | Stany Zjednoczone | 24       |  |  |       |       |       |
|  | 23 marca 1997     |                   |               |               |    | Stany Zjednoczone | Stany Zjednoczone | 24       |  |  |       |       |       |
|  |                   |                   | Maroko        | Maroko        | 0  |                   |                   |          |  |  |       |       |       |
|  | Maroko            | Maroko            | Maroko        | Maroko        | 0  | 19                |                   |          |  |  |       |       |       |
|  | Maroko            | Maroko            |               |               |    | 19                | 23 marca 1997     |          |  |  |       |       |       |
|  | Zimbabwe          | Zimbabwe          | 12            |               |    |                   |                   |          |  |  |       |       |       |
|  | Zimbabwe          | Zimbabwe          | 12            |               |    | Stany Zjednoczone | Stany Zjednoczone | 40       |  |  |       |       |       |
|  | 23 marca 1997     |                   |               |               |    | Stany Zjednoczone | Stany Zjednoczone | 40       |  |  |       |       |       |
|  |                   |                   | Japonia       | Japonia       | 28 |                   |                   |          |  |  |       |       |       |
|  | Japonia           | Japonia           | Japonia       | Japonia       | 28 | 24                |                   |          |  |  |       |       |       |
|  | Japonia           | Japonia           | 23 marca 1997 |               |    | 24                |                   |          |  |  |       |       |       |
|  | Namibia           | Namibia           | 22            |               |    |                   |                   |          |  |  |       |       |       |
|  | Namibia           | Namibia           | 22            |               |    | Japonia           | Japonia           | 24       |  |  |       |       |       |
|  | 23 marca 1997     |                   |               |               |    | Japonia           | Japonia           | 24       |  |  |       |       |       |
|  |                   |                   | Irlandia      | Irlandia      | 22 |                   |                   |          |  |  |       |       |       |
|  | Irlandia          | Irlandia          | Irlandia      | Irlandia      | 22 | 33                |                   |          |  |  |       |       |       |
|  | Irlandia          | Irlandia          |               |               |    |                   |                   |          |  |  |       |       |       |
|  | Portugalia        | Portugalia        | 5             |               |    |                   |                   |          |  |  |       |       |       |
|  | Portugalia        | Portugalia        | 5             |               |    |                   |                   |          |  |  |       |       |       |

| 23 marca 1997 | Stany Zjednoczone | 24:21 | Kanada | Hong Kong Stadium, Hongkong |
| 23 marca 1997 |                   | 24:21 |        | Hong Kong Stadium, Hongkong |

| 23 marca 1997 | Maroko | 19:12 | Zimbabwe | Hong Kong Stadium, Hongkong |
| 23 marca 1997 |        | 19:12 |          | Hong Kong Stadium, Hongkong |

| 23 marca 1997 | Japonia | 24:22 | Namibia | Hong Kong Stadium, Hongkong |
| 23 marca 1997 |         | 24:22 |         | Hong Kong Stadium, Hongkong |

| 23 marca 1997 | Irlandia | 33:5 | Portugalia | Hong Kong Stadium, Hongkong |
| 23 marca 1997 |          | 33:5 |            | Hong Kong Stadium, Hongkong |

| 23 marca 1997 | Stany Zjednoczone | 24:0 | Maroko | Hong Kong Stadium, Hongkong |
| 23 marca 1997 |                   | 24:0 |        | Hong Kong Stadium, Hongkong |

| 23 marca 1997 | Japonia | 24:22 | Irlandia | Hong Kong Stadium, Hongkong |
| 23 marca 1997 |         | 24:22 |          | Hong Kong Stadium, Hongkong |

| 23 marca 1997 | Stany Zjednoczone | 40:28 | Japonia | Hong Kong Stadium, Hongkong |
| 23 marca 1997 |                   | 40:28 |         | Hong Kong Stadium, Hongkong |

### Plate
|  |               |             |               |               |    |          |               |          |  |  |       |       |       |
|  | Ćwierćfinał   | Ćwierćfinał | Ćwierćfinał   |               |    | Półfinał | Półfinał      | Półfinał |  |  | Finał | Finał | Finał |
|  | Ćwierćfinał   | Ćwierćfinał | Ćwierćfinał   |               |    | Półfinał | Półfinał      | Półfinał |  |  | Finał | Finał | Finał |
|  | 23 marca 1997 |             |               |               |    |          |               |          |  |  |       |       |       |
|  |               |             |               |               |    |          |               |          |  |  |       |       |       |
|  | Tonga         | Tonga       | 26            |               |    |          |               |          |  |  |       |       |       |
|  | Tonga         | Tonga       | 26            | 23 marca 1997 |    |          |               |          |  |  |       |       |       |
|  | Walia         | Walia       | 12            |               |    |          |               |          |  |  |       |       |       |
|  | Walia         | Walia       | 12            |               |    | Tonga    | Tonga         | 43       |  |  |       |       |       |
|  | 23 marca 1997 |             |               |               |    | Tonga    | Tonga         | 43       |  |  |       |       |       |
|  |               |             | Wyspy Cooka   | Wyspy Cooka   | 10 |          |               |          |  |  |       |       |       |
|  | Wyspy Cooka   | Wyspy Cooka | Wyspy Cooka   | Wyspy Cooka   | 10 | 36       |               |          |  |  |       |       |       |
|  | Wyspy Cooka   | Wyspy Cooka |               |               |    | 36       | 23 marca 1997 |          |  |  |       |       |       |
|  | Hiszpania     | Hiszpania   | 0             |               |    |          |               |          |  |  |       |       |       |
|  | Hiszpania     | Hiszpania   | 0             |               |    | Tonga    | Tonga         | 40       |  |  |       |       |       |
|  | 23 marca 1997 |             |               |               |    | Tonga    | Tonga         | 40       |  |  |       |       |       |
|  |               |             | Hongkong      | Hongkong      | 19 |          |               |          |  |  |       |       |       |
|  | Hongkong      | Hongkong    | Hongkong      | Hongkong      | 19 | 26       |               |          |  |  |       |       |       |
|  | Hongkong      | Hongkong    | 23 marca 1997 |               |    | 26       |               |          |  |  |       |       |       |
|  | Argentyna     | Argentyna   | 5             |               |    |          |               |          |  |  |       |       |       |
|  | Argentyna     | Argentyna   | 5             |               |    | Hongkong | Hongkong      | 43       |  |  |       |       |       |
|  | 23 marca 1997 |             |               |               |    | Hongkong | Hongkong      | 43       |  |  |       |       |       |
|  |               |             | Szkocja       | Szkocja       | 7  |          |               |          |  |  |       |       |       |
|  | Szkocja       | Szkocja     | Szkocja       | Szkocja       | 7  | 43       |               |          |  |  |       |       |       |
|  | Szkocja       | Szkocja     |               |               |    |          |               |          |  |  |       |       |       |
|  | Rumunia       | Rumunia     | 19            |               |    |          |               |          |  |  |       |       |       |
|  | Rumunia       | Rumunia     | 19            |               |    |          |               |          |  |  |       |       |       |

| 23 marca 1997 | Tonga | 26:12 | Walia | Hong Kong Stadium, Hongkong |
| 23 marca 1997 |       | 26:12 |       | Hong Kong Stadium, Hongkong |

| 23 marca 1997 | Wyspy Cooka | 36:0 | Hiszpania | Hong Kong Stadium, Hongkong |
| 23 marca 1997 |             | 36:0 |           | Hong Kong Stadium, Hongkong |

| 23 marca 1997 | Hongkong | 26:5 | Argentyna | Hong Kong Stadium, Hongkong |
| 23 marca 1997 |          | 26:5 |           | Hong Kong Stadium, Hongkong |

| 23 marca 1997 | Szkocja | 43:19 | Rumunia | Hong Kong Stadium, Hongkong |
| 23 marca 1997 |         | 43:19 |         | Hong Kong Stadium, Hongkong |

| 23 marca 1997 | Tonga | 43:10 | Wyspy Cooka | Hong Kong Stadium, Hongkong |
| 23 marca 1997 |       | 43:10 |             | Hong Kong Stadium, Hongkong |

| 23 marca 1997 | Hongkong | 43:7 | Szkocja | Hong Kong Stadium, Hongkong |
| 23 marca 1997 |          | 43:7 |         | Hong Kong Stadium, Hongkong |

| 23 marca 1997 | Tonga | 40:19 | Hongkong | Hong Kong Stadium, Hongkong |
| 23 marca 1997 |       | 40:19 |          | Hong Kong Stadium, Hongkong |

### Cup
|  |                   |                   |                   |                   |    |                   |                   |          |  |  |       |       |       |
|  | Ćwierćfinał       | Ćwierćfinał       | Ćwierćfinał       |                   |    | Półfinał          | Półfinał          | Półfinał |  |  | Finał | Finał | Finał |
|  | Ćwierćfinał       | Ćwierćfinał       | Ćwierćfinał       |                   |    | Półfinał          | Półfinał          | Półfinał |  |  | Finał | Finał | Finał |
|  | 23 marca 1997     |                   |                   |                   |    |                   |                   |          |  |  |       |       |       |
|  |                   |                   |                   |                   |    |                   |                   |          |  |  |       |       |       |
|  | Fidżi             | Fidżi             | 56                |                   |    |                   |                   |          |  |  |       |       |       |
|  | Fidżi             | Fidżi             | 56                | 23 marca 1997     |    |                   |                   |          |  |  |       |       |       |
|  | Korea Południowa  | Korea Południowa  | 0                 |                   |    |                   |                   |          |  |  |       |       |       |
|  | Korea Południowa  | Korea Południowa  | 0                 |                   |    | Fidżi             | Fidżi             | 38       |  |  |       |       |       |
|  | 23 marca 1997     |                   |                   |                   |    | Fidżi             | Fidżi             | 38       |  |  |       |       |       |
|  |                   |                   | Samoa             | Samoa             | 14 |                   |                   |          |  |  |       |       |       |
|  | Samoa             | Samoa             | Samoa             | Samoa             | 14 | 21                |                   |          |  |  |       |       |       |
|  | Samoa             | Samoa             |                   |                   |    | 21                | 23 marca 1997     |          |  |  |       |       |       |
|  | Anglia            | Anglia            | 12                |                   |    |                   |                   |          |  |  |       |       |       |
|  | Anglia            | Anglia            | 12                |                   |    | Fidżi             | Fidżi             | 24       |  |  |       |       |       |
|  | 23 marca 1997     |                   |                   |                   |    | Fidżi             | Fidżi             | 24       |  |  |       |       |       |
|  |                   |                   | Południowa Afryka | Południowa Afryka | 21 |                   |                   |          |  |  |       |       |       |
|  | Południowa Afryka | Południowa Afryka | Południowa Afryka | Południowa Afryka | 21 | 19                |                   |          |  |  |       |       |       |
|  | Południowa Afryka | Południowa Afryka | 23 marca 1997     |                   |    | 19                |                   |          |  |  |       |       |       |
|  | Francja           | Francja           | 14                |                   |    |                   |                   |          |  |  |       |       |       |
|  | Francja           | Francja           | 14                |                   |    | Południowa Afryka | Południowa Afryka | 31       |  |  |       |       |       |
|  | 23 marca 1997     |                   |                   |                   |    | Południowa Afryka | Południowa Afryka | 31       |  |  |       |       |       |
|  |                   |                   | Nowa Zelandia     | Nowa Zelandia     | 7  |                   |                   |          |  |  |       |       |       |
|  | Nowa Zelandia     | Nowa Zelandia     | Nowa Zelandia     | Nowa Zelandia     | 7  | 38                |                   |          |  |  |       |       |       |
|  | Nowa Zelandia     | Nowa Zelandia     |                   |                   |    |                   |                   |          |  |  |       |       |       |
|  | Australia         | Australia         | 5                 |                   |    |                   |                   |          |  |  |       |       |       |
|  | Australia         | Australia         | 5                 |                   |    |                   |                   |          |  |  |       |       |       |

| 23 marca 1997 | Fidżi | 56:0 | Korea Południowa | Hong Kong Stadium, Hongkong |
| 23 marca 1997 |       | 56:0 |                  | Hong Kong Stadium, Hongkong |

| 23 marca 1997 | Samoa | 21:12 | Anglia | Hong Kong Stadium, Hongkong |
| 23 marca 1997 |       | 21:12 |        | Hong Kong Stadium, Hongkong |

| 23 marca 1997 | Południowa Afryka | 19:14 | Francja | Hong Kong Stadium, Hongkong |
| 23 marca 1997 |                   | 19:14 |         | Hong Kong Stadium, Hongkong |

| 23 marca 1997 | Nowa Zelandia | 38:5 | Australia | Hong Kong Stadium, Hongkong |
| 23 marca 1997 |               | 38:5 |           | Hong Kong Stadium, Hongkong |

| 23 marca 1997 | Fidżi | 38:14 | Samoa | Hong Kong Stadium, Hongkong |
| 23 marca 1997 |       | 38:14 |       | Hong Kong Stadium, Hongkong |

| 23 marca 1997 | Południowa Afryka | 31:7 | Nowa Zelandia | Hong Kong Stadium, Hongkong |
| 23 marca 1997 |                   | 31:7 |               | Hong Kong Stadium, Hongkong |

| 23 marca 1997 | Fidżi | 24:21 | Południowa Afryka | Hong Kong Stadium, Hongkong |
| 23 marca 1997 |       | 24:21 |                   | Hong Kong Stadium, Hongkong |

## Klasyfikacja końcowa
| Miejsce | Reprezentacja     |
| ------- | ----------------- |
| 1       | Fidżi             |
| 2       | Południowa Afryka |
| 3       | Nowa Zelandia     |
| 3       | Samoa             |
| 5       | Francja           |
| 5       | Australia         |
| 5       | Anglia            |
| 5       | Korea Południowa  |
| 9       | Tonga             |
| 10      | Hongkong          |
| 11      | Szkocja           |
| 11      | Wyspy Cooka       |
| 13      | Argentyna         |
| 13      | Rumunia           |
| 13      | Walia             |
| 13      | Hiszpania         |
| 17      | Stany Zjednoczone |
| 18      | Japonia           |
| 19      | Maroko            |
| 19      | Irlandia          |
| 21      | Kanada            |
| 21      | Zimbabwe          |
| 21      | Portugalia        |
| 21      | Namibia           |